# National People's Party (Gambia)
 For alternative betydninger, se National People's Party. (Se også artikler, som begynder med National People's Party)
National People's Party (NPP) er et gambisk politisk parti grundlagt i december 2019 af den siddende præsident for Gambia, Adama Barrow.

## Historie
NPP blev grundlagt i december 2019 af Adama Barrow som et middel til at opnå genvalg i det gambiske præsidentvalg i 2021. Forholdet mellem Barrow og hans tidligere parti, United Democratic Party (UDP) var blevet var blevet dårligt, og i 2019 afskedigede Barrow UDP's partileder Ousainou Darboe som sin vicepræsident efter uenigheder. Dou Sano, en præsidentiel rådgiver, fortalte pressen, at "National People's Party er her for alle gambiere, det er her for at tørre gambiernes tårer af ved at løse gambiernes problemer." Reaktionen på oprettelsen af partiet var varieret. Nogle gambiere kommenterede, at Barrow som borger havde fuld ret til at stifte et parti, mens andre hævdede, at det var et forræderi mod Coalition 2016 (koalition mellem UDP og andre partier som Barrow stillede op for ved præsidentvalget i 2016).

## Ledelse
Barrow er partileder og generalsekretær for partiet. Det blev registreret hos den uafhængige valgkommission den 31. december 2019.